# 現代自動車グループ
現代自動車グループ（ヒョンデチャドンチャグループ、Hyundai Motor Group、ハングル: 현대자동차그룹 Hyeondae Jadongcha Geurup; ハンチャ: 現代自動車그룹 Hyeondae Jadong-cha Geurup）は、韓国の財閥。ソウル特別市に本社を置く。財閥の最大メンバーであるヒョンデ自動車はKIAを傘下に置いており、それぞれ国内最大、第2位の自動車メーカーである。

## 概要
ヒョンデ・KIAの乗用車、トラック・バスなど全ての車両を総計した世界規模の生産台数は、2010年以降、トヨタ、GM、フォルクスワーゲングループ、ルノー・日産アライアンスに次ぐ世界第5位となっている。2012年の乗用車のみを見ればフォルクスワーゲン、トヨタに次いで世界第3位である。また現代-起亜自動車グループ全体の販売台数は、アジアの自動車メーカーとしてはトヨタグループに次ぐ規模であり、日産とホンダを圧倒している。販売台数は約430万台。2000年代後半の販売台数の急激の伸びは、経営方針として生産効率よりもデザインを優先することにし、KIAがアウディのチーフデザイナーだったペーター・シュライヤーを、ヒョンデがBMWのチーフデザイナーだったクリストファー・チャップマンを獲得して、それぞれデザイン責任者に据えたことが影響しているとされる。流体の彫刻をコンセプトにしたデザインコンセプトが世界で受け、ヒョンデ自動車グループの立役者となったペーター・シュライヤーは、2012年12月にKIA社長兼ヒョンデ自動車グループの最高デザイン責任者に就任した。この他、2020年12月に、アメリカのロボット開発企業ボストン・ダイナミクス社の株式80％を日本のソフトバンクグループから買収したことを公表している。
同グループの総資産は2020年代初頭、韓国の主要企業グループの中で2位の座を占めてきたが、2021年7-9月期決算時点の集計において、SKグループに抜かれて3位に転落した。

## 主なグループ企業

### 自動車
- 現代自動車
- 起亜

### 自動車部品
- 現代モービス（旧: 現代精工）
- 現代ケフィコ（朝鮮語版）
- 現代トランシス（朝鮮語版）
- 現代パワーテック（朝鮮語版）
- 現代ウィア
- 現代IHL（朝鮮語版）
- 現代Mシート（朝鮮語版）
- GIT（朝鮮語版）
- 現代先端素材（朝鮮語版）

### 鉄鋼
- 現代製鉄（英:Hyundai Steel）
- 現代BNGスチール（朝鮮語版）
- 現代総合特殊鋼（朝鮮語版）

### 重工業
- 現代ロテム（Hyundai ROTEM）

### 物流
- 現代グロービス（英語版）

### IT
- 現代オートエバー（英語版）

### ロボット開発
- ボストン・ダイナミクス

### 経済・金融
- 現代キャピタル（英語版）
- 現代カード（英語版）
- 現代車証券（朝鮮語版）

### 建設
- 現代建設
- 現代エンジニアリング（英語版）
- 現代スチール産業（朝鮮語版）

### 旅行リゾート
- ヘビチホテル&リゾート （朝鮮語版）（Haevichi Hotel & Resort）

### 広告代理店
- イノーシャン（Innocean）

### 産学協力
- 現代NGV（朝鮮語版）

### スポーツマーケティング
- 全北現代モータース（Kリーグ）
- 仁川現代製鉄レッドエンジェルズ（WKリーグ）
- 起亜タイガース（KBO）
- 蔚山現代モービスフィバス（KBL）
- 天安現代キャピタル・スカイウォーカーズ（Vリーグ）
- 水原現代建設ヒルステート（Vリーグ）
- 蔚山現代モービスフィバス（韓国プロバスケットボール）

### 子会社のウェブサイト
- 現代キャタピル
- 現代カード
- Innocean Worldwide
- 現代ロテム
- 現代スチール
- 現代ウィア
- 現代グロビス
- Hyundai BNG Steel
- Hyundai Information Service North America
- Hyundai Kefico
- Haevichi
- 現代パワーテック
- 現代マテリアル
- 現代IHL
- 現代車証券
- 全北現代モーターズ
- 蔚山現代モビスポイボス